# Koisdorf

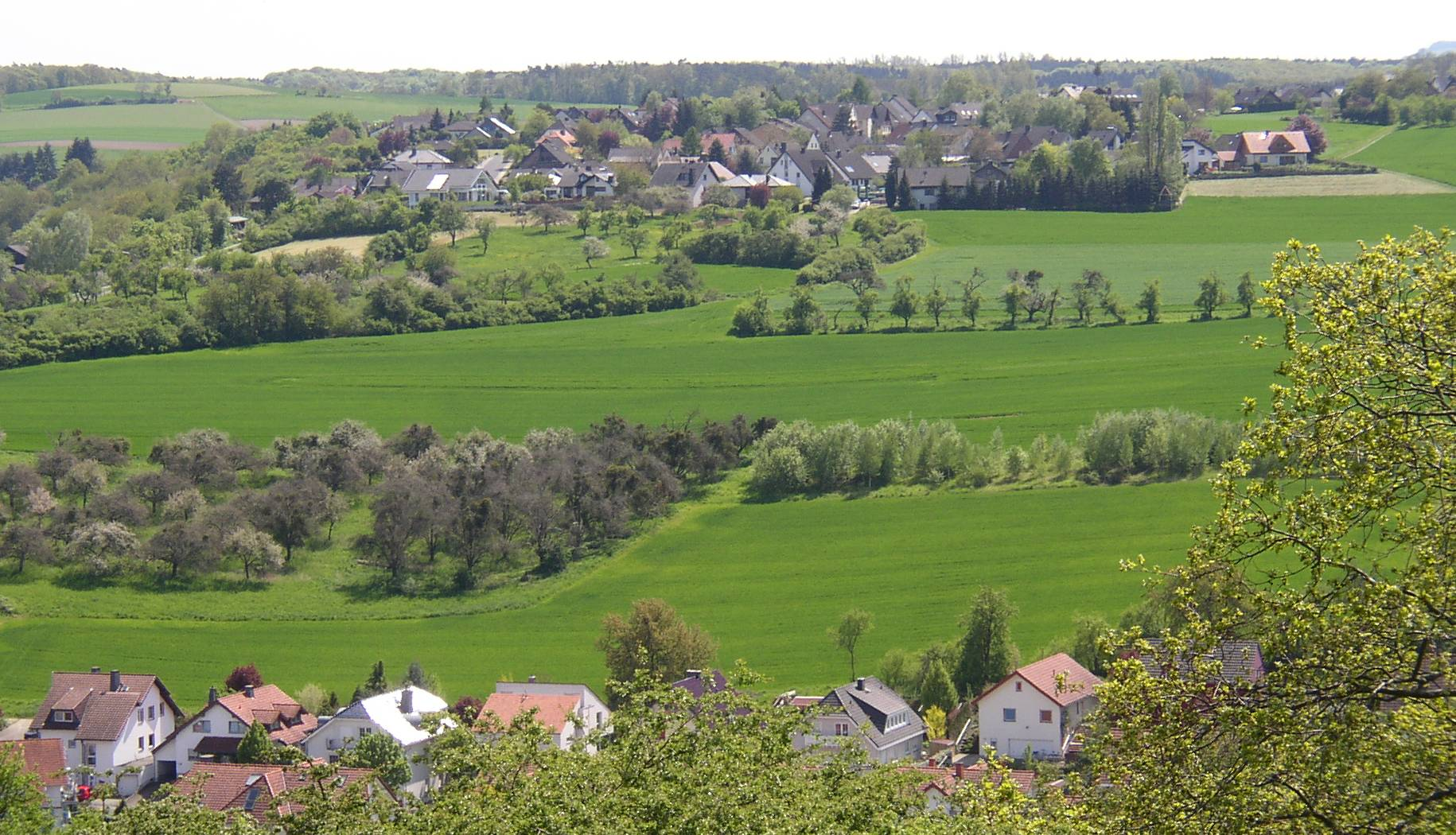
Blick vom Mühlenberg auf Koisdorf

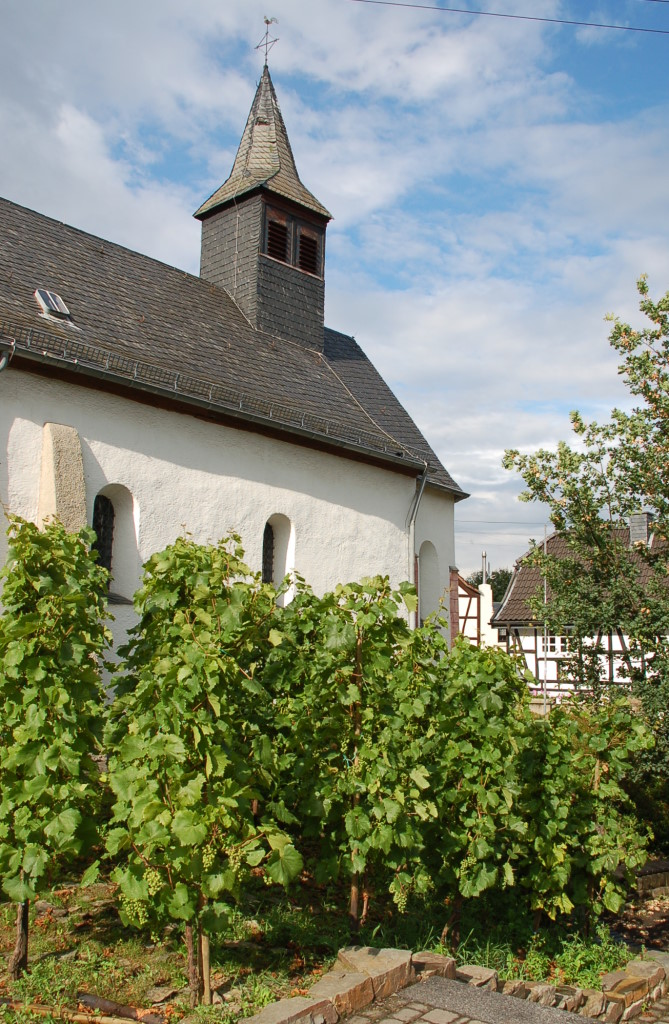
St. Wendelinuskapelle

Koisdorf ist ein Ortsbezirk von Sinzig im rheinland-pfälzischen Landkreis Ahrweiler.

## Geographie
Zu Koisdorf gehören die Wohnplätze Heinrichshof und Wendelinushof.

## Geschichte
1192 als „Connesdorp“ im Zusammenhang mit einer Schenkung des Aachener Liebfrauenstiftes und des St. Adalbert-Stiftes ebenda erstmals erwähnt. Mitte des 19. Jahrhunderts zählte der Ort 42 Häuser mit 233 Einwohnern. 1301 ist erstmals die Kapelle St. Wendelinus bezeugt, damals noch St. Sebastian geweiht. Von 1560 an gehörte Koisdorf zum jülischen Amt Sinzig-Remagen. 1834 wurde die Braunkohlengrube „Gerechtigkeit“ südlich von Koisdorf auf rund 200 Hektar konzessioniert. Die dort gewonnene Braunkohle wurde zu Klütten für den Hausbrand geformt und zum Verkauf angeboten.
Im Laufe der Jahrhunderte änderte sich der Ortsname mehrmals. Bis 1750 lautete er unter anderem „Connesdorp“, ab 1750 „Costroff“, um 1830 „Coisdorff“ und ab dem 6. Dezember 1935 nannte sich der Ort „Koisdorf“. Nach dem Ersten Weltkrieg wurden zeitweise amerikanische Besatzungstruppen in Koisdorf untergebracht. Die Eingemeindung nach Sinzig erfolgte am 7. Juni 1969.

## Politik

### Ortsbezirk
Koisdorf ist einer von sechs Ortsbezirken der Stadt Sinzig und umfasst das Gebiet der ehemals selbstständigen Gemeinde. Der Stadtteil wird von einem Ortsbeirat sowie einem Ortsvorsteher politisch vertreten.

### Ortsbeirat
Der Ortsbeirat besteht aus fünf Mitgliedern, die bei der Kommunalwahl am 9. Juni 2024 in einer personalisierten Verhältniswahl gewählt wurden, und dem ehrenamtlichen Ortsvorsteher als Vorsitzendem.
Die Sitzverteilung im Ortsbeirat:
| Wahl | SPD | CDU | Grüne | FDP | FWG | Gesamt  |
| ---- | --- | --- | ----- | --- | --- | ------- |
| 2024 | –   | 3   | 1     | 1   | 0   | 5 Sitze |
| 2019 | –   | 3   | 1     | –   | 1   | 5 Sitze |
| 2014 | –   | 3   | 1     | –   | 1   | 5 Sitze |
| 2009 | 1   | 3   | 1     | –   | –   | 5 Sitze |

- FWG = Freie Wähler – Bürgerliste Sinzig e. V.

### Ortsvorsteher
Karl-Heinz Arzdorf (CDU) wurde bei der Direktwahl am 26. Mai 2019 mit einem Stimmenanteil von 79,47 %  für weitere fünf Jahre in seinem Amt als Ortsvorsteher bestätigt. Bei der Direktwahl am 9. Juni 2024 setzte er sich mit 50,4 % knapp gegen einen Mitbewerber durch.

## Kultur und Sehenswürdigkeiten
Das Wahrzeichen von Koisdorf ist die Filialkirche St. Wendelin mit einem Bleiglasfenster aus dem 13. Jahrhundert, das eine Kreuzigungsgruppe darstellt. Sie steht am neu gestalteten Dorfplatz mit dem Gemeindehaus. 2006 wurde auf dem Dorfplatz ein von Bürgern selbst errichteter Dorfbrunnen eingeweiht.
Im Zuge eines Neuausbaus der Ahrentaler Straße im Jahr 2008, wurde die Bäuerin mit Käskömpschen an einer Kreuzung platziert.

## Regelmäßige Veranstaltungen
Zu den regelmäßigen Festen in Koisdorf zählen die
- St. Wendelinus Kirmes
- Sportfest der Sportfreunde Koisdorf
- Karnevalssitzung der Möhnen
- Karnevalssitzung des Sportvereines
- Maiball/Maiumzug des Junggesellenvereins
- Dorffest des Männergesangsvereins